# Proasellus gjorgjevici
Proasellus gjorgjevici és una espècie de crustaci isòpode pertanyent a la família dels asèl·lids.

## Subespècies
- Proasellus gjorgjevici litoralis (Karaman, 1933)[4]

## Hàbitat
Viu a l'aigua dolça.

## Distribució geogràfica
Es troba a Europa: el llac d'Okhrida (Albània i Macedònia del Nord).